# Мелётово
Мелётово — деревня в Карамышевской волости Псковского района Псковской области России. Находится в 33-х км к востоку от областного центра у реки Мелетовка. До 2010 года входила в состав сельского поселения «Большезагорская волость».

## История
Самое первое упоминание Погоста Мелетов согласно Новгородской Первой Летописи старшего и младшего изводов относится к 1341 году. Уже в Псковских Летописях говорится, что в 1462 «поставиша церковь камену на Мелетово Успение святыа Богородици». В летописных рассказах 1477 и 1480 гг. Мелетово упоминается как крайняя псковская волость по пути из Пскова в Новгород. В Писцовых Книгах 1585-87 гг. Погост представлен центром Мелетовской губы Мелетовской засады.

## Достопримечательности

### Церковь Успения Пресвятой Богородицы
- Построена в 1461—1462 гг.; расписана в 1465 г.
- Ныне филиал Псковского государственного историко-архитектурного и художественного музея-заповедника. Реставрация 1959—1968 гг.; арх. Семенов М. И., Рахманина Н. С.

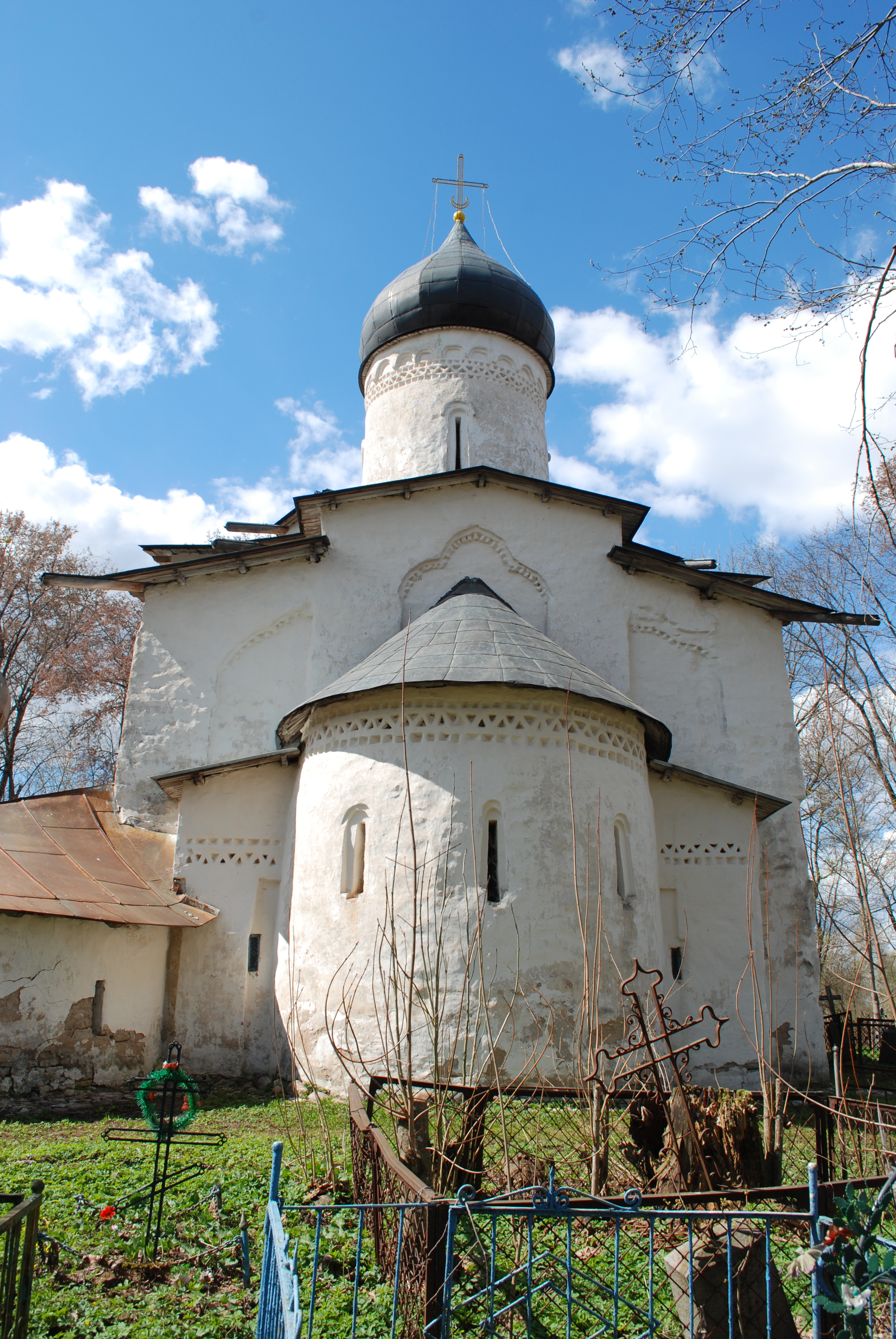
Вид с востока
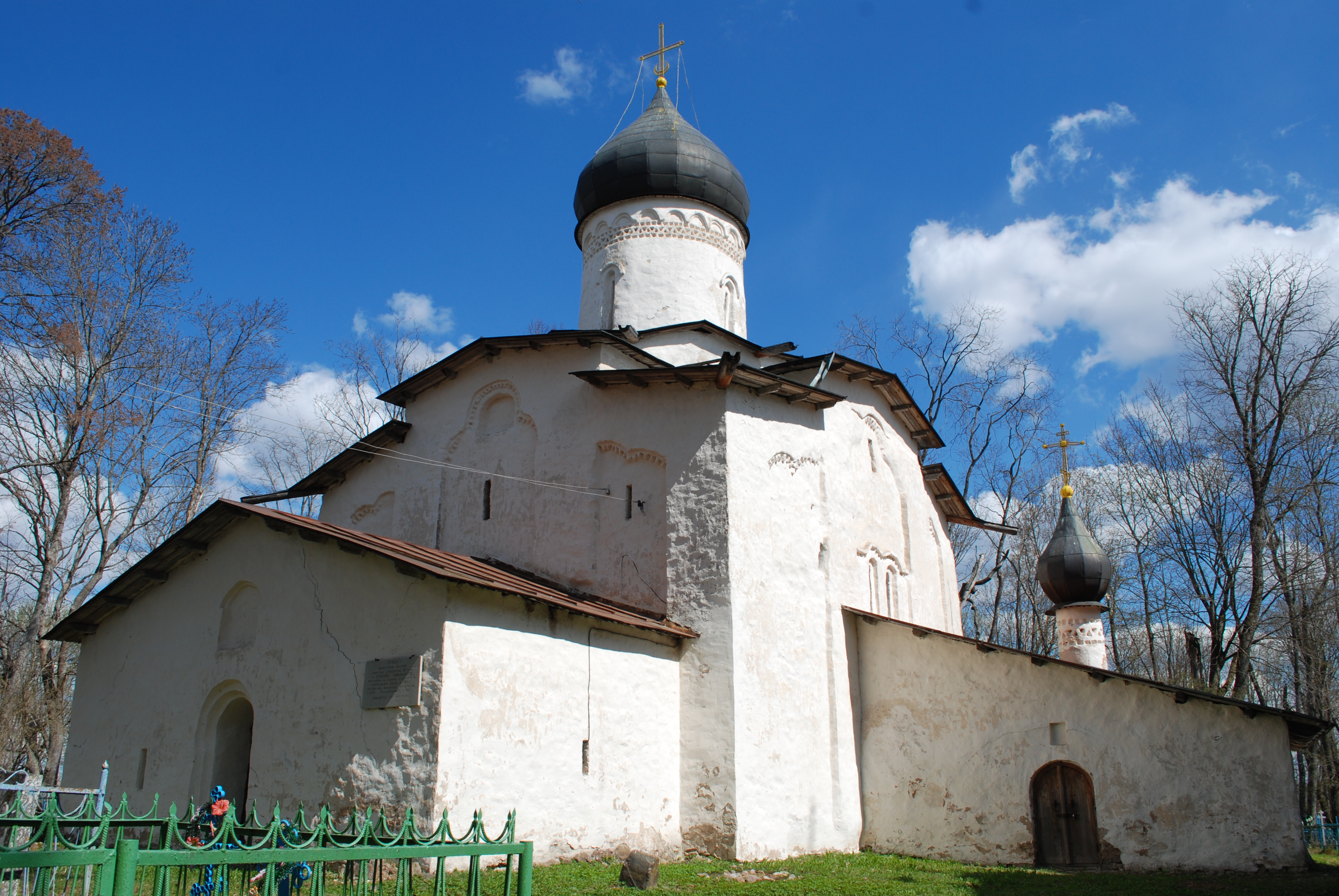
Церковь Успения Пресвятой Богородицы

### Церковь Св. Троицы Живоначальной
Строительство тёплой кирпичной церкви в неорусском стиле с элементами модерна рядом с холодной Успенской церковью, начатое в 1910 году, было завершено в 1914 году. В 1964 году храм был закрыт, а в 2000-х гг. вновь передан общине верующих. В связи с малолюдностью окрестных населенных пунктов службы в храме проходят только в большие церковные праздники. В конце 2018 года стало известно, что Псковским государственным объединённым историко-архитектурным и художественным музеем-заповедником подготовлен документ, предполагающий создание в Мелётово музейно-туристического комплекса, а в его рамках — реставрацию и приспособление церкви Святой Троицы.